# Gabriel Kociuba
Gabriel Kociuba (ur. 2 marca 1887 we Lwowie, zm. 8 czerwca 1938 Warszawie) – pułkownik dyplomowany inżynier artylerii Wojska Polskiego.

## Życiorys
Gabriel Kociuba urodził się 2 marca 1887 we Lwowie. Został oficerem C. K. Armii (wcześniej, do ok. 1900 w intendenturze tej armii służył inny Gabriel Kociuba). Został mianowany na stopień podporucznika w korpusie artylerii fortecznej z dniem 1 września 1907. 2 Morawsko-Galicyjskiego pułku artylerii fortecznej w Krakowie. Pozostając oficerem tej jednostki od ok. 1911 był słuchaczem na dwuletnim wyższym kursie artylerii w ramach 2 Technicznych Kursów Wojskowych w Wiedniu. W tym czasie został awansowany na porucznika z dniem 1 listopada 1912. W trakcie I wojny światowej otrzymał awans na kapitana sztabu artylerii w rezerwie z dniem 1 września 1915 i był oficerem w służbie czynnej.
Po zakończeniu wojny został przyjęty do Wojska Polskiego. W stopniu podpułkownika był szefem sztabu Dowództwa Okręgu Korpusu Nr VIII w Toruniu. Następnie od 22 października 1922 do listopada 1925 w randze oficera Sztabu Generalnego sprawował stanowisko dowódcy 16 pułku artylerii polowej w Grudziądzu. W tym okresie został awansowany na pułkownika artylerii ze starszeństwem z dniem 1 czerwca 1919. W 1928 uzyskał tytuł inżyniera na Wyższych Kursach Artylerii w Wiedniu. W 1928 jako oficer 16 p.a.p. był przydzielony do Powiatowej Komendy Uzupełnień Modlin. W 1934 jako pułkownik dyplomowany inżynier artylerii przeniesiony w stan spoczynku był przydzielony do Oficerskiej Kadry Okręgowej nr I jako oficer reklamowany na 12 miesięcy i pozostawał wówczas w ewidencji Powiatowej Komendy Uzupełnień Warszawa Miasto III.
Przez wiele lat pracował w biurze dyrekcji Fabryki Karabinów i Fabryki Sprawdzianów Państwowych Wytworni Uzbrojenia w Warszawie. W 1927 ożenił się z Zofią (1893–1946), siostrą Karola Szymanowskiego, wcześniej żoną Mieczysława Grzybowskiego), z którą od 1933 był w separacji.
Zmarł po krótkiej chorobie 8 czerwca 1938 w Warszawie. Został pochowany 11 czerwca 1938 na Cmentarzu Wojskowym na Powązkach w Warszawie (kwatera A10-6-21).

## Ordery i odznaczenia
- Order Korony Żelaznej 3 klasy z dekoracją wojenną i z mieczami (Austro-Węgry, przed 1918)[16]
- Krzyż Zasługi Wojskowej 3 klasy z dekoracją wojenną (Austro-Węgry, przed 1916)[14]
- Srebrny Medal Zasługi Wojskowej Signum Laudis na wstążce Krzyża Zasługi Wojskowej z mieczami (Austro-Węgry, przed 1918)[16]
- Brązowy Medal Zasługi Wojskowej Signum Laudis na wstążce Krzyża Zasługi Wojskowej (Austro-Węgry, przed 1916)[14]
- Krzyż Jubileuszowy dla Cywilnych Funkcjonariuszów Państwowych (Austro-Węgry, przed 1909)[5]